# Tom Courtney
Thomas "Tom" William Courtney (Newark, 17 de agosto de 1933 – Naples, 22 de agosto de 2023) foi um atleta e campeão olímpico norte-americano.

## Biografia
Começou a ter proeminência no atletismo nacional americano quando estudava na Universidade Fordham, em Nova Iorque, e conquistou o título das 880 jardas da National Collegiate Athletic Association (NCAA) em 1955; entre 1956 e 1958 também foi campeão dos 400 metros além das 880 jardas.
Depois de vencer as seletivas americanas dos 800 m para os Jogos Olímpicos em 1:46.4, recorde americano, seu grande momento internacional foi em Melbourne 1956 quando disputou e venceu os mesmos 800 metros. A disputa final, com Derek Johnson da Grã-Bretanha, terminou com a vitória de Courtney por 0,13 segundos, em 1:47,17, novo recorde olímpico, e os dois desabando de exaustão na linha de chegada. Mais tarde ele escreveu sobre a prova:

Aquilo foi um novo tipo de agonia para mim. Minha cabeça estava explodindo, meu estômago se rasgando e até as pontas dos meus dedos doíam. A única coisa que eu pensava era: "se eu viver, eu nunca mais correrei"

A cerimônia de entrega de medalhas teve que ser adiada por uma hora até que ele e Johnson se recuperassem. Mas Tom correu de novo, no último dia, e ganhou nova medalha de ouro fechando o revezamento 4x400 metros junto com Charles Jenkins, Lou Jones e Jesse Mashburn, que venceu em 3min04s7.
Sua vitória nos 800 metros foi a quarta consecutiva de um total de sete dos Estados Unidos nesta distância olímpica, encerrando uma dinastia americana nela, que só voltaria a vencê-la em Munique 1972 com David Wottle e pela última vez em Jogos Olímpicos.
Morreu em 22 de agosto de 2023 em Naples, aos noventa anos, devido à amiloidose.